# Domenico Leccisi
Domenico Leccisi (Molfetta, 20 maggio 1920 – Milano, 2 novembre 2008) è stato un giornalista, sindacalista e politico italiano.

## Biografia
Iscritto al Partito Nazionale Fascista a Milano fu dirigente sindacale. Durante la seconda guerra mondiale prestò servizio nell'arma di cavalleria sul fronte francese e su quello jugoslavo
Aderì alla Repubblica Sociale Italiana come esponente del fascismo di sinistra. In questo periodo pubblicò numerosi articoli in sostegno del progetto del governo fascista repubblicano di Socializzazione dell'economia entrando in polemica anche con il ministro dell'economia corporativa Angelo Tarchi in merito ai presunti ritardi attuattivi. Sull'ultimo numero del quotidiano "Repubblica fascista", uscito il 25 aprile 1945, all'approssimarsi della caduta della Repubblica Sociale Italiana Leccisi scrisse:
(Domenico Leccisi il 25 aprile 1945 su "Repubblica fascista")

### Il Partito Democratico Fascista
Nell'immediato secondo dopoguerra fondò insieme a Mauro Rana e Antonio Parozzi il Partito Democratico Fascista e già il 5 novembre 1945 al cinema Odeon di Milano mise a segno la prima azione del nuovo gruppo dando fuoco ai cartelloni del film "Roma città aperta". Nel gennaio 1946, insieme a Rana occupò una tipografia di corso Garibaldi obbligando i dipendenti a stampare le copie di Lotta fascista, foglio clandestino che ebbe una certa diffusione cittadina e di cui si occupò principalmente Brunilde Tanzi la quale fu poi vittima della Volante Rossa nel gennaio 1947.
Leccisi l'11 aprile 1946 inviò una lettera al prefetto di Milano Ettore Troilo proponendo un compromesso politico che gettasse una "passerella tra Fascismo e antifascismo" ma a condizione che si procedesse alla scarcerazione dei fascisti ancora imprigionati a San Vittore e il permesso di celebrare una messa in suffragio dei caduti della Repubblica Sociale Italiana, in caso negativo si sarebbe riservato il diritto di incominciare la lotta in nome dei propri martiri. La lettera inviata da Leccisi fu trasmessa al Ministero dell'interno guidato da Giuseppe Romita che, dopo il rinvenimento di alcune copie di Lotta fascista ordinò procedere all'identificazione degli animatori del gruppo.

#### Il trafugamento della salma di Mussolini

La tomba di Mussolini al Cimitero Maggiore di Milano dopo il trafugamento della salma.

Venuto a conoscenza del luogo di sepoltura di Benito Mussolini, nella notte tra il 22 ed il 23 aprile 1946 si rese protagonista del clamoroso gesto del trafugamento della salma del Duce insieme a Rana e Parozzi. Approfittando di una rivolta in corso nel carcere milanese di san Vittore che impegnava le forze dell'ordine, i tre penetrarono all'interno del cimitero di Musocco dove disseppellirono la salma e la portarono via con una carriola. Leccisi raccontò, anni dopo, di aver appreso il luogo della sepoltura, che era tenuto segreto, da un ex prigioniero tedesco, mentre secondo la polizia il luogo della sepoltura del Duce era sì segreto, ma conosciuto da tutti. Una volta trafugata, la salma fu custodita in un luogo segreto: secondo la testimonianza dello stesso Leccisi, fu portata a Madesimo, paese in alta montagna a poche ore da Milano. L'azione portata a termine dalla squadra di Leccisi ebbe enorme risonanza nazionale ed il ministro Giuseppe Romita incaricò i migliori investigatori di venire a capo della faccenda. Già il 29 aprile fu arrestato Rana. Il 7 maggio Leccisi consegnò la salma a due frati minori del convento di Sant' Angelo di Milano I due frati erano padre Enrico Zucca e padre Alberto Parini, quest'ultimo era fratello dell'ex Capo della Provincia di Milano Piero Parini.
Il 17 maggio la polizia arrestò altri sedici iscritti del Partito Democratico Fascista, ma Leccisi riuscì a dileguarsi in tempo ed il 30 maggio, in piazza del Duomo obbligò, alcuni operatori a far scrivere sulle insegne luminose una frase inneggiante al Duce e l'invito a leggere Lotta fascista. Nel frattempo il cerchio attorno a Leccisi continuò a stringersi. Il 22 luglio altri tre iscritti al PDF furono arrestati e il 31 luglio anche lo stesso Leccisi, dopo che sulle sue tracce si era messa anche la Volante Rossa. Il questore di Milano Vincenzo Agnesina così gli si rivolse dopo l'arresto:
(Il questore Vincenzo Agnesina a Leccisi dopo il suo arresto)
Il 12 agosto le spoglie di Mussolini furono recuperate dalle autorità e trasportate nel convento dei cappuccini di Cerro Maggiore, vicino a Legnano, dove rimasero fino al 1957, quando il governo Zoli le restituì alla famiglia di Mussolini, consentendone la traslazione a Predappio.

### Deputato alla Camera

Comizio di Leccisi in Piazza del Duomo nel 1953

Antonio Parozzi, Domenico Leccisi e Arturo Michelini

Divenuto un personaggio molto conosciuto negli ambienti del neofascismo italiano, Leccisi fu deputato nazionale per il Movimento Sociale Italiano dal 1953 al 1963: alla Camera dei deputati fece parte della X Commissione (Industria e Commercio) durante la II Legislatura e della VII Commissione (Difesa) durante la III. Irriducibile sostenitore del fascismo di sinistra, ebbe continui scontri con le correnti maggioritarie del MSI, alle quali rimproverava apertamente il tradimento degli ideali del fascismo. Nel 1958 fu, con Palmiro Togliatti e Giorgio Almirante, uno dei principali sostenitori della cosiddetta "operazione Milazzo",
che in Sicilia rese possibile l'alleanza al governo della Regione tra MSI e PCI.
Al termine della III Legislatura, nel 1963, il MSI dichiarò decaduta l'iscrizione di Leccisi, escludendolo dalle successive elezioni. Rientrato nel partito, fu poi consigliere comunale a Milano. Successivamente si ritirò a vita privata a Milano dove, negli ultimi anni della sua vita, si dichiarò contrario alla trasformazione dell'MSI-DN in Alleanza Nazionale. Morì ad 88 anni a causa di alcuni problemi respiratori e cardiologici, mentre era ricoverato al Pio Albergo Trivulzio.

## Pubblicazioni
- Con Mussolini prima e dopo Piazzale Loreto, Edizioni Settimo Sigillo, Roma, 1991